# ناشر عربي
الناشر العربي هو نوع من الناشرات من جنس الناشرات الحقيقية توجد في شبه الجزيرة العربية، وبالتحديد في غرب وجنوب المملكة العربية السعودية واليمن وسلطنة عمان. ولفترة طويلة كان يُعتَقدُ بأنه نوع من أنواع الناشر المصري (Naja haje)، ولكن أدت الاختلافات الشكلية والوراثية للاعتراف بها كنوع منفصل. وتعد من الأنواع المراوغة ونادرا ما يشاهد في البرية.
يعد الناشر العربي من أكبر الأفاعي السامة الموجودة في شبه الجزيرة العربية، يصل طول البالغة منها إلى مترين، وهي سامة للغاية، بسبب التأثير المباشر للسم على الجهاز العصبي، كما يمكن للدغته أن تقتل إنسانا خلال ساعات معدودة، وتقدر الجرعة المميتة للإنسان ما بين 15 إلى 20 مليجراما، وبإمكانه في اللدغة الواحدة حقن ما يقارب 175-350 مليجراما من السم، ويكون النجا الصغير منذ لحظة التفقيس ساما بالدرجة نفسها مقارنة مع النجا البالغ، وتتباين ألوان هذه الأفعى ما بين الأصفر المائل للخضرة إلى البني والأسود الداكن.
يفضل النجا العربي العيش في السهول المكشوفة مثل السافانا والأراضي المشجرة، وأيضا على طول الأودية ذات الغطاء النباتي الجيد، ويمتاز بقدرته على المراوغة وندرة ظهوره ويعد نهاري الظهور، حيث يمكن رؤيته في الأجواء الباردة صباحاً، وفي فترات المساء المتأخرة، ومن الصفات المميزة لهذا الصل وجود غطاء للرقبة قابل للتمدد، ويمدد النجا غطاء الرقبة رافعا رأسه إلى ثلث من الجسم بعيدا عن الأرض في للرد على الخطر، ولردع أي عدو محتمل.
يمكن العثور على الناشر العربي في شبه الجزيرة العربية في جبال عسير وجبال منطقة جازان جنوب غرب السعودية وغرب اليمن من الطائف جنوباً إلى عدن، وشرقا خلال حضرموت إلى منطقة ظفار في سلطنة عمان، وتتغذى هذه الحيات بطريقة انتهازية على العديد من الفرائس، بما في ذلك الثدييات الصغيرة وبيوض الطيور والسحالي والحيات الأخرى، وتضع أنثى النجا العربي بيضها عادة في أوائل الصيف، ويصل عددها إلى 9 بيضات كبيرة في الحضنة الواحدة، ويكون بيضها كبير الحجم ويزن ما بين 25-28 جم، وتفقس الثعابين حديثة الولادة بعد فترة حضانة من 59 إلى 62 يوما بطول يتراوح بين 31 و 35 سم.